# 대한민국 행정자치부
행정자치부(行政自治部, Ministry of the Interior, 약칭: 행자부, MOI)는 국무회의의 서무, 법령 및 조약의 공포, 정부조직과 정원, 상훈, 정부혁신, 행정능률, 전자정부, 개인정보보호, 정부청사의 관리, 지방자치제도, 지방자치단체의 사무지원·재정·세제, 낙후지역 등 지원, 지방자치단체간 분쟁조정 및 선거·국민투표의 지원에 관한 사무를 관장하는 대한민국의 옛 중앙행정기관이다. 2014년 11월 19일 안전행정부를 개편하여 발족하였으며, 2017년 7월 26일 행정안전부로 개편되면서 폐지되었다.
과거에 국무 회의의 의안 정리 및 서무, 법령 및 조약의 공포, 공무원의 인사 관리 및 시험 관리, 행정 기관의 조직 및 정원의 관리, 행정 사무 및 민원 제도의 개선과 실태의 평가, 상훈, 공무원의 연금에 관한 사무와 국가의 행정 사무로서 다른 중앙행정기관의 소관에 속하지 아니하는 사무를 관장하는 대한민국의 중앙행정기관인 행정자치부가 있었다. 1998년 2월 28일 내무부와 총무처를 통합하여 발족하였으며 2008년 2월 29일 행정안전부로 개편되면서 폐지되었다.

## 설치 근거 및 소관 사무

### 설치 근거
- 「정부조직법」 제26조제1항제8호

### 소관 사무
- 국무회의의 서무
- 법령 및 조약의 공포
- 정부조직과 정원에 관한 사무
- 상훈에 관한 사무
- 정부혁신에 관한 사무
- 행정능률에 관한 사무
- 전자정부에 관한 사무
- 개인정보보호
- 정부청사의 관리
- 지방자치제도에 관한 사무
- 지방자치단체의 사무지원·재정·세제에 관한 사무
- 낙후지역 등 지원
- 지방자치단체 간 분쟁조정
- 선거·국민투표의 지원
- 국가의 행정사무로서 다른 중앙행정기관의 소관에 속하지 아니하는 사무

## 연혁
- 1998년 2월 28일: 내무부와 총무처를 통합하여 행정자치부를 설치.
- 1999년 5월 24일: 인사행정에 관한 사무를 중앙인사위원회로 이관하여 분리.
- 2004년 3월 11일: 기획예산처로부터 행정개혁에 관한 사무를 이관받음. 공무원의 인사관리 및 후생복지(복무 및 연금관리에 관한 사항은 제외)에 관한 사무를 중앙인사위원회로 이관.
- 2004년 6월 1일: 민방위·재난관리 및 소방(민방위·재난관리 제도에 관한 사항은 제외)에 관한 사무를 소방방재청에 이관하여 분리.
- 2008년 2월 29일: 행정안전부로 개편.
- 2014년 11월 19일: 행정안전부의 후신인 안전행정부를 행정자치부로 개편. 안전 및 재난에 관한 정책의 수립·총괄·조정과 비상대비·민방위 제도에 관한 사무는 국민안전처로, 공무원의 인사·윤리·복무·연금에 관한 사무는 인사혁신처로 이관.
- 2017년 7월 26일: 행정안전부로 개편.

### 역대 로고

2005년부터 2008년까지 사용된 행정자치부 로고
2014년부터 2016년까지 사용된 행정자치부 로고

## 조직

### 장관
대변인실
- 홍보담당관실[4]

장관정책보좌관실

### 차관
- 운영지원과[4]

의정관실
- 의정담당관실[4]
- 상훈담당관실[4]

감사관실
- 감사담당관실[4]
- 조사담당관실[4]

인사기획관실
기획조정실
- 정책기획관실[3]
  - 기획재정담당관실[4]
  - 정책평가담당관실[4]
  - 창조행정담당관실[4]
  - 법무담당관실[4]
  - 정보통계담당관실[4]
- 국제행정협력관실[3]
  - 행정한류담당관실[4][6]
- 비상안전기획관실[8]

창조정부조직실
- 창조정부기획관실[3]
  - 창조정부기획과[4]
  - 성과관리과[4]
  - 협업행정과[4]
  - 공공정보정책과[4]
- 조직정책관실[3]
  - 조직기획과[4]
  - 조직진단과[4]
  - 경제조직과[4]
  - 사회조직과[4]
- 공공서비스정책관실[3][6]
  - 공공서비스혁신과[4]
  - 국민참여정책과[4][9]
  - 민원서비스정책과[4]
  - 행정정보공유과[4]

지방행정실
- 지방행정정책관실[3]
  - 자치행정과[4]
  - 주민과[4]
  - 민간협력과[4]
  - 사회통합지원과[4]
  - 공무원단체과[4]
- 자치제도정책관실[3]
  - 자치제도과[4]
  - 선거의회과[4]
  - 자치법규과[4][10]
  - 지방인사제도과[4]
- 지역발전정책관실[3]
  - 지역공동체과[4]
  - 지역발전과[4]
  - 생활공간정책과[4]
  - 주소정책과[4]

지방재정경제실
- 지방재정정책관실[3]
  - 재정정책과[4]
  - 재정협력과[4]
  - 교부세과[4]
  - 회계제도과[4]
- 지방세제정책관실[3]
  - 지방세정책과[4]
  - 지방세운영과[4]
  - 지방세특례제도과[4]
  - 지방세입정보과[4]
- 지역경제지원관실[3][11]
  - 지역경제과[4]
  - 지방규제혁신과[4]
  - 지역금융지원과[4][12]
  - 공기업정책과[4][11]
  - 공기업지원과[4]

전자정부국
- 전자정부정책과
- 지역정보지원과
- 스마트서비스과
- 정보자원정책과
- 글로벌전자정부과

- 개인정보보호정책관실[3]
  - 개인정보보호정책과[4][6]
  - 정보기반보호정책과[4]
  - 개인정보보호협력과[4][12]
  - 개인정보안전과[4]

## 역대 장·차관

### 행정자치부 장관
| 정부        | 대수 | 이름           | 임기                             | 비고 |
| ----------- | ---- | -------------- | -------------------------------- | ---- |
| 김대중 정부 | 초대 | 김정길(金正吉) | 1998년 3월 3일~1999년 2월 5일    |      |
| 김대중 정부 | 2대  | 김기재(金杞載) | 1999년 2월 6일~2000년 1월 13일   |      |
| 김대중 정부 | 3대  | 최인기(崔仁基) | 2000년 1월 14일~2001년 3월 25일  |      |
| 김대중 정부 | 4대  | 이근식(李根植) | 2001년 3월 26일~2003년 2월 26일  |      |
| 노무현 정부 | 5대  | 김두관(金斗官) | 2003년 2월 27일~2003년 9월 18일  |      |
| 노무현 정부 | 6대  | 허성관(許成寬) | 2003년 9월 19일~2005년 1월 4일   |      |
| 노무현 정부 | 7대  | 오영교(吳盈敎) | 2005년 1월 5일~2006년 3월 21일   |      |
| 노무현 정부 | 8대  | 이용섭(李庸燮) | 2006년 3월 27일~2006년 12월 4일  |      |
| 노무현 정부 | 9대  | 박명재(朴明在) | 2006년 12월 13일~2008년 2월 28일 |      |

| 정부        | 대수 | 이름           | 임기                             | 비고 |
| ----------- | ---- | -------------- | -------------------------------- | ---- |
| 박근혜 정부 | 초대 | 정종섭(鄭宗燮) | 2014년 11월 19일~2016년 1월 12일 |      |
| 박근혜 정부 | 2대  | 홍윤식(洪允植) | 2016년 1월 13일~2017년 6월 15일  |      |

### 행정자치부 차관

#### 행정자치부 차관
| 정부        | 대수 | 이름           | 임기                            | 비고 |
| ----------- | ---- | -------------- | ------------------------------- | ---- |
| 김대중 정부 | 초대 | 석영철(石泳哲) | 1998년 3월 9일~1999년 5월 25일  |      |
| 김대중 정부 | 2대  | 김흥래(金興來) | 1999년 5월 26일~2000년 1월 26일 |      |
| 김대중 정부 | 3대  | 김재영(金在榮) | 2000년 1월 27일~2001년 4월 1일  |      |
| 김대중 정부 | 4대  | 정영식(丁榮植) | 2001년 4월 2일~2002년 7월 18일  |      |
| 김대중 정부 | 5대  | 조영택(趙泳澤) | 2002년 7월 19일~2003년 3월 2일  |      |
| 노무현 정부 | 6대  | 김주현(金住炫) | 2003년 3월 3일~2004년 7월 19일  |      |
| 노무현 정부 | 7대  | 권오룡(權五龍) | 2004년 7월 20일~2005년 7월 22일 |      |

#### 행정자치부 제1차관
| 정부        | 대수 | 이름           | 임기                           | 비고          |
| ----------- | ---- | -------------- | ------------------------------ | ------------- |
| 노무현 정부 | 8대  | 권오룡(權五龍) | 2005년 7월 22일~2006년 8월 9일 |               |
| 노무현 정부 | 9대  | 최양식(崔良植) | 2006년 8월 9일~2008년 2월 29일 | 경주시장 역임 |

#### 행정자치부 제2차관
| 정부        | 대수 | 이름           | 임기                            | 비고 |
| ----------- | ---- | -------------- | ------------------------------- | ---- |
| 노무현 정부 | 8대  | 문원경(文元京) | 2005년 7월 22일~2006년 1월 31일 |      |
| 노무현 정부 | 9대  | 장인태(張仁太) | 2006년 2월 1일~2007년 4월 19일  |      |
| 노무현 정부 | 10대 | 한범덕(韓凡悳) | 2007년 4월 20일~2008년 2월 5일  |      |

### 행정자치부 차관
| 정부        | 대수 | 이름           | 임기                             | 비고 |
| ----------- | ---- | -------------- | -------------------------------- | ---- |
| 박근혜 정부 | 초대 | 정재근(鄭在根) | 2014년 11월 19일~2016년 1월 17일 |      |
| 박근혜 정부 | 2대  | 김성렬(金聖烈) | 2016년 1월 18일~2017년 5월 31일  |      |

## 정원
| 총계          | 총계                        | 894명 |
| ------------- | --------------------------- | ----- |
| 정무직 계     | 정무직 계                   | 2명   |
|               | 장관                        | 1명   |
|               | 차관                        | 1명   |
|               |                             |       |
| 별정직 계     | 별정직 계                   | 17명  |
|               | 고위공무원단                | 7명   |
|               | 3급 상당 이하 5급 상당 이상 | 2명   |
|               | 6급 상당 이하               | 8명   |
|               |                             |       |
| 일반직 계     | 일반직 계                   | 874명 |
|               | 고위공무원단                | 22명  |
|               | 3급 이하 5급 이상           | 455명 |
|               | 6급 이하                    | 389명 |
|               | 전문경력관                  | 8명   |
|               |                             |       |
| 경찰공무원 계 | 경찰공무원 계               | 1명   |
|               | 경정                        | 1명   |

## 재정
| 구분             | 2017년 예산  | 작년 대비 증감 |
| ---------------- | ------------ | -------------- |
| 일반회계         | 411,790억 원 | +7.3%          |
| 지역발전특별회계 | 3,042억 원   | -3.1%          |
| 합계             | 414,832억 원 | +7.2%          |